# Поширення інфекції (фільм)
«Поширення інфекції» (англ. Contagion) — американський фільм 2002 року.
Теглайн: «Кожен ваш вдих може бути останнім».

## Сюжет
Перебуваючи в поїздці країною, президент Сполучених Штатів отримує поранення в шию. Але не від кулі, а від маленької стріли, яка містить абсолютно невідомий різновид смертоносного вірусу Ебола. В обмін на протиотруту терористи вимагають 25 мільйонів доларів. І хоча президенту стає все гірше, він відмовляється від угоди. До нього в лікарню терміново викликають Дайен Лендіс — головного спеціаліста з Центру контролю епідемічних захворювань. Але, незважаючи на суворий карантин, жертв вірусу стає все більше і більше. Заражена і сама Дайен. Епідемія поширюється повітряним шляхом, і в розпорядженні лікарів і вчених залишається все менше часу. Якщо вірус не буде нейтралізований, в Сполучених Штатах почнеться найсмертоносніша епідемія в історії країни.

## У ролях
- Брюс Бокслайтнер — президент Говард
- Меган Галлахер — доктор Дайен Лендіс
- Лін Шей — Лаура Кроулі
- Том Райт — Том Бреннер
- Ден Лорія — генерал Рікер
- Маттео Крісмані — Dusty
- Девід Веллс — Делл Максвелл
- Тім Ван Пелт — доктор Вейн Морган
- Джеффрі Комбс — Браун

## Виробництво
Фільм отримав рейтинг PG-13 через деякі сцени насильства.

### Реліз
- Франція — 2 лютого 2002 (прем'єра на ТБ)
- Данія — 22 квітня 2002 (прем'єра на DVD)
- Швеція — 15 травня 2002 (прем'єра на DVD)
- Норвегія — 29 травня 2002 (відео прем'єра)
- Фінляндія — 28 червня 2002 (прем'єра на DVD)
- Японія — 21 грудня 2002 (відео прем'єра)
- Німеччина — 25 квітня 2003 (прем'єра на ТБ)
- США — 7 жовтня 2003 (відео прем'єра)
- Угорщина — 14 січня 2005 (прем'єра на ТБ)
- Росія — 21 вересня 2005 (прем'єра на ТБ)

## Сприйняття
Оцінка на сайті IMDb — 4,1/10.